# Nil Ruiz Pascual
Nil Ruiz Pascual (Barcelona, 21 de febrer de 2003) és un futbolista català que juga com a porter al FC Barcelona Atlètic.

## Carrera de club
Nil va començar la seva carrera com a porter a la UE Sant Ildefons i després es va incorporar al planter del CF Damm abans de fitxar amb el Barcelona Atlètic. En la seva darrera temporada a l'equip sub-19 amb la Damm, Ruiz va ser el millor de la Divisió d'Honor, guanyant el premi Zamora després de reunir una sèrie de 953 minuts de joc sense encaixar cap gol.

## Estadístiques

### Club
A 9 oct 2022.
| Club              | Temporada     | Lliga             | Lliga   | Lliga | Copa    | Copa | Europa  | Europa | Altres  | Altres | Total   | Total |   |
| Club              | Temporada     | Divisió           | Partits | Gols  | Partits | Gols | Partits | Gols   | Partits | Gols   | Partits | Gols  |   |
| ----------------- | ------------- | ----------------- | ------- | ----- | ------- | ---- | ------- | ------ | ------- | ------ | ------- | ----- | - |
| Barcelona Atlètic | 2022–23       | Primera Federació | 1       | 0     | —       | —    | —       | —      | —       | —      | 3       | 0     |   |
| Barcelona Atlètic | Total         | Total             | 1       | 0     | —       | —    | —       | —      | —       | —      | —       | 3     | 0 |
| Total carrera     | Total carrera | Total carrera     | 1       | 0     | —       | —    | —       | —      | —       | —      | —       | 3     | 0 |